# Бальдиссери, Лоренцо
Лоренцо Бальдиссери (итал. Lorenzo Baldisseri; род. 29 сентября 1940, Пиза, королевство Италия) — итальянский кардинал, ватиканский дипломат и куриальный сановник. Титулярный архиепископ Диоклетианы с 15 января 1992. Апостольский нунций на Гаити с 15 января 1992 по 6 апреля 1995. Апостольский нунций в Парагвае с 6 апреля 1995 по 19 июня 1999. Апостольский нунций в Индии с 19 июня 1999 по 12 ноября 2002. Апостольский нунций в Непале с 23 июня 1999 по 12 ноября 2002. Апостольский нунций в Бразилии с 12 ноября 2002 по 11 января 2012. Секретарь Конгрегации по делам епископов с 11 января 2012 по 21 сентября 2013. Секретарь Коллегии Кардиналов с 7 марта 2012 по 21 сентября 2013. Генеральный секретарь Синода епископов с 21 сентября 2013 по 15 сентября 2020. Кардинал-дьякон с титулярной диаконией Сант-Ансельмо-аль-Авентино с 22 февраля 2014 по 1 июля 2024. Кардинал-священник с титулом церкви pro hac vice Сант-Ансельмо-аль-Авентино с 1 июля 2024.

## Ранние годы
Лоренцо Бальдиссери родился 29 сентября 1940 года, в Пизе. Он был рукоположён в священники 29 июня 1963 года, в Пизе, и во время учёбы для получения степени доктора канонического права он посещал элитную Папскую Церковную Академию. В период с 1970 года по 1973 год учился в Папском Латеранском университете и университете Перуджи. Бальдиссери начал свою работу на дипломатической службе Святого Престола в 1973 году в Гватемале, с Эмануэле Герада. Он работал в Апостольских нунциатурах Гватемалы, Сальвадора и Японии.

## Дипломатическая работа
В Бразилии Бальдиссери служил в период с 1980 года по 1982 год, затем отправился в Парагвай, Францию, Зимбабве и Мозамбик. В январе 1991 года отвечал за особую миссию на Гаити. Бальдиссери был назначен Апостольским нунцием 15 января 1992 года, когда Папа римский Иоанн Павел II отправил его на Гаити и назначил его титулярным архиепископом Диоклетианы в качестве своего представителя. Архиепископ Бальдиссери стал непосредственным свидетелем гражданской войны. Он затем был назначен апостольским нунцием в Парагвай 6 апреля 1995 года, четыре года спустя он был назначен нунцием в Индию и, наконец, 12 ноября 2002 года он стал представителем Святого Престола в Бразилии.

## Куриальная работа
11 января 2012 года Папа римский Бенедикт XVI назначил архиепископа Бальдиссери Секретарём Конгрегации по делам епископов. Конгрегация, которая рассматривает кандидатов на назначение епископов для латинского обряда не миссионерских епархий, за исключением случаев, которые относятся к компетенции Секции общих дел Государственного секретариата Святого Престола (назначения, требующих той или иной формы консультации с правительствами) или Конгрегации по делам Восточных Церквей (на Ближнем Востоке и в Греции). Традиционно секретарь Конгрегации по делам епископов является также Секретарём Коллегии Кардиналов, эту должность Бальдиссери занял 7 марта 2012 года.
21 сентября 2013 года назначен генеральным секретарём Всемирного Синода епископов.

## Конклав
Архиепископ Бальдиссери являлся секретарём конклава, избравшего Папу Франциска. После своего избрания Франциск возложил свой старый кардинальский пилеолус на голову Бальдиссери, что может означать возрождение старой традиции, в соответствии с которой секретари конклавов впоследствии становятся кардиналами. Последним Папой, давшим свой пилеолус секретарю конклава, был Иоанн XXIII. Таким образом, по всей видимости, архиепископ Бальдиссери станет кардиналом на ближайшей консистории.

## Кардинал
Как и ожидалось многие экспертами, 12 января 2014 года было объявлено, что Лоренцо Бальдиссери будет возведён в кардиналы на консистории от 22 февраля 2014 года, его имя второе в списке, после Пьетро Паролина — государственного секретаря Святого Престола.
15 сентября 2020 года, Папа Франциск принял отставку с должности генерального секретаря Синода епископов, представленную кардиналом Лоренцо Бальдиссери, и одновременно назначил генеральным секретарём Синода епископов монсеньора Марио Грека, епископа-эмерита епархии Гоцо, до настоящего времени являющимся про-генеральным секретарём того же Синода.
29 сентября 2020 года кардиналу Бальдиссери исполнилось 80 лет и он потерял право на участие в Конклавах.
1 июля 2024 года Папа Франциск возвёл кардинала-дьякона Бальдиссери в ранг кардинала-священника с титулом церкви pro hac vice Сант-Ансельмо-аль-Авентино.